# Helen Kalandadze
Helen Kalandadze (Georgisch: ელენე კალანდაძე) (Tbilisi) is een Georgische presentatrice en zangeres.

## Carrière
In 2009 deed Helen Kalandadze mee aan de Georgische versie het programma Star Academy. Tijdens het Eurovisiesongfestival 2010 was ze achtergrondzangeres van Sopho Nizjaradze, die negende werd in de finale. Drie jaar later won ze het programma Erti Ertshi, de Georgische versie van het Nederlandse programma Your Face Sounds Familiar. Ondertussen studeerde ze in 2011 af aan de faculteit Bedrijfskunde en Toerisme Management van de Ilia Staatsuniversiteit (ISU) in Tbilisi.
Kalandadze verhuisde naar Risjon Letsion in Israël, waar ze ging werken als manager in een toeristisch bedrijf. In 2017 was ze een van de kandidaten om Israël te vertegenwoordigen op het Eurovisiesongfestival. Ze overleefde de audities, maar in de volgende ronde viel ze af.

## Junior Eurovisiesongfestival 2017
In oktober werd bekendgemaakt dat ze op 26 november 2017 het Junior Eurovisiesongfestival 2017 zou presenteren, samen met Lizi Pop. Deze editie vond plaats in het Olympisch Paleis in Tbilisi. Dit was de eerste keer dat er een evenement van Eurovisie werd georganiseerd in Georgië.